# Valeriu Zubco
Valeriu Zubco (n. 12 martie 1965, Cerlina, raionul Soroca, RSS Moldovenească, URSS) este un avocat, doctor în drept și conferențiar universitar din Republica Moldova. A fost numit procuror general al Republicii Moldova în 2009. În 2013 a fost demis din această funcție ca urmare a implicării sale în cazul „Pădurea Domnească”.

## Educație
Valeriu Zubco a frecventat în 1980-1984 Școala medicală de bază din Chișinău. Între 1988 și 1993 a urmat studii de licență (jurist) la Facultatea de drept a Universității de Stat din Moldova (USM). În 1994-1998 a făcut doctorat la USM; tema lucrării de doctor a fost „Curtea Constituțională - unica autoritate publică, politico-jurisdicțională”.

## Experiență profesională
În 1993-1996, Valeriu Zubco a fost consilierul pretorului sectorului Buiucani din municipiul Chișinău. În următorii doi ani, a fost fecan al facultății de drept al Universității de Studii Umanistice din Republica Moldova (USUM). În 1996-1999 a fost membru al juriului „Administrație publică și drept” al Fundației Soros Moldova. A revenit la USUM, unde în 1998-2003 a fost conferențiar la catedra „Drept public” și titularul cursurilor „Drept constituțional și instituții politice” și „Drept constituțional al țărilor străine”. În aceeași perioadă, a fost conferențiar al Departamentului de drept, catedra „Discipline statale” la Universitatea Liberă Internațională din Moldova (ULIM), cât și titularul cursului „Drept administrativ”.
În 2000 a devenit profesor la Centrul de perfecționare a cadrelor justiției. În 2002-2003 a fost prorector pe probleme de știință la USUM. În 2003 a devenit conferențiar universitar la Universitatea de Stat din Moldova, Facultatea Relații Internaționale, Științe Politice și Administrative; de asemenea, titularul cursului „Drept constituțional și instituții politice”.
În 2000 Zubco a devenit președinte al Agenției pentru Susținerea Învățământului Juridic și a Organelor de Drept „Ex Lege”, Chișinău. În 2001-2009 el a fost șef al Biroului Asociat de Avocați „Iures Hominis” din Chișinău, iar în prezent (2022) este șeful Baroului „ZUBCO și ASOCIAȚII”.
Zubco este sau a fost membru al următoarelor organisme:
- Consiliul Științific al Curții Supreme de Justiție
- Consiliul Științific al Curții Constituționale
- Institutul de Științe Administrative din România „Paul Negulescu”, Sibiu
- Academia de Drept European, Budapesta
- Institutul Latinoamerican de Drept Constituțional din Argentina

### Procuror general al Republicii Moldova
Ca parte a Acordului de constituire a Alianței pentru Integrare Europeană, Procuratura Generală a „revenit” Partidului Democrat din Moldova. Prin hotărârea Parlamentului din 7 octombrie 2009, Valeriu Zubco a fost numit în funcția de procuror general al Republicii Moldova. El a exercitat această funcție până la 21 ianuarie 2013, când a fost demis ca urmare a incidentului din rezervația Pădurea Domnească. Zubco a fost învinuit de societatea civilă și reprezentanții mai multor partide politice că a tăinut incidentul din 23 decembrie 2012 soldat cu moartea unui om.

## Legături externe
- Blog personal